# مجلة أقلام
مجلة أقلام هي مجلة فكرية وأدبية تصدر عن فرع العاصمة لاتحاد الكتاب الجزائريين، أُطلقت رسميًا في يناير 2014.